# Crowbar

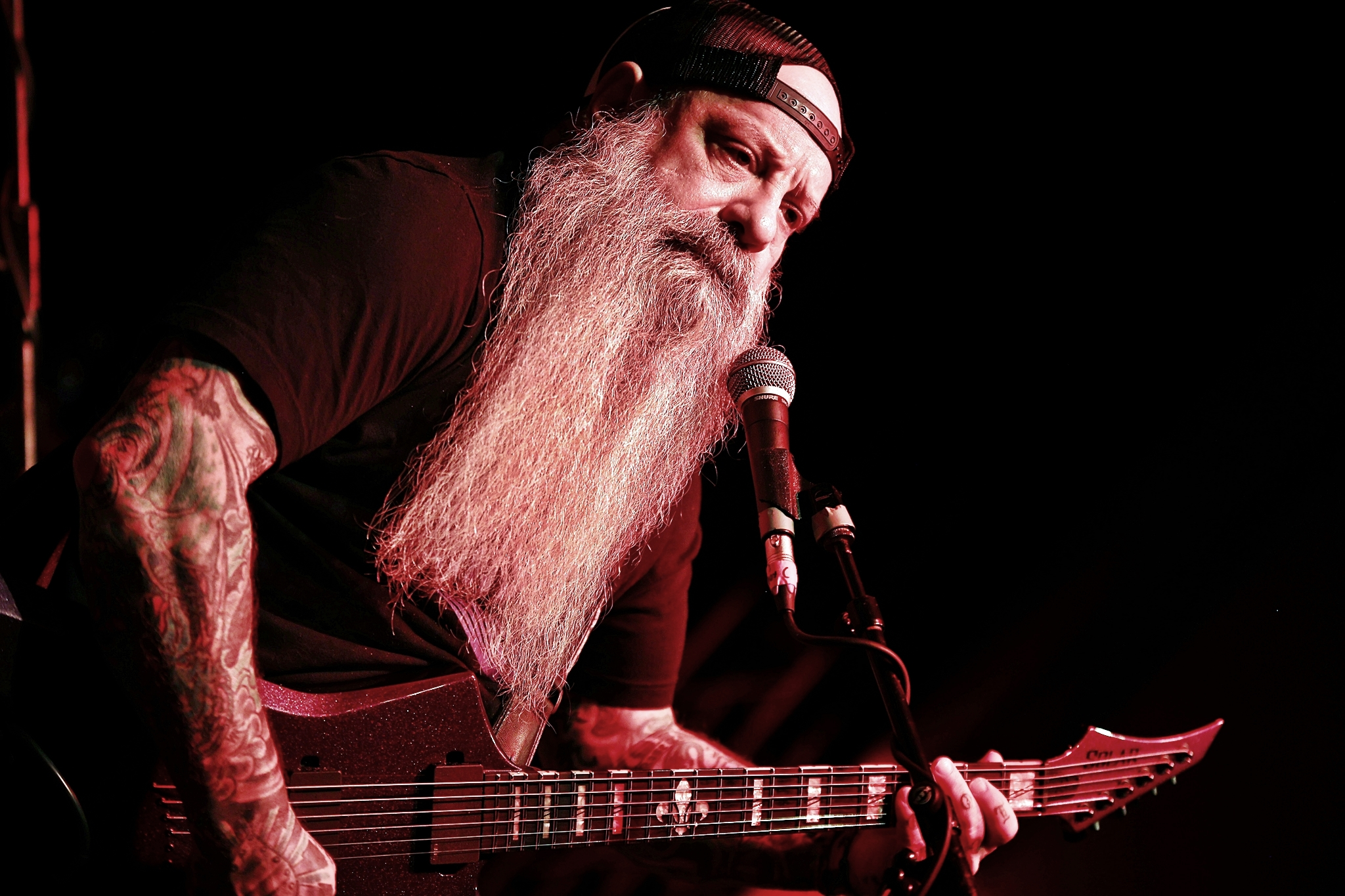
Kirk Windstein mit Crowbar bei einem Konzert in Nürnberg 2025

Crowbar (englisch ‚Brecheisen‘) ist eine Sludge-Band aus New Orleans, Louisiana, USA, die sich zumeist durch einen harten und langsamen Sound auszeichnet, in den gelegentlich Uptempo-Hardcore-Passagen einfließen.

## Bandgeschichte

### Gründung und 1990er-Jahre
Crowbar wurden 1989 in New Orleans, Louisiana (NOLA) unter dem Namen The Slugs gegründet. Das erste Album Obedience thru Suffering wurde 1992 auf dem Grind-Core-Label veröffentlicht und fand auch in Europa erste Beachtung. Crowbar waren in der Folgezeit Pioniere ihres auch Sludge genannten Stils, der extrem harte Gitarren mit langsamen Doom-Klängen kombinierte, wie sie ähnlich auch bei Candlemass zu hören sind. Alsbald hatte Craig Nunenmacher (inzwischen bei Black Label Society) Jimmy Bower am Schlagzeug ersetzt. Dem neben Frontmann Kirk Windstein zweiten Gitarristen Kevin Noonan, erst seit 1992 in der Band, folgte noch 1993 Matt Thomas.
Obedience thru Suffering fehlte noch die etwas größere Zugänglichkeit, die das melodischere, 1993 veröffentlichte selbstbetitelte Album auszeichnete, das von Phil Anselmo (damals v. a. Pantera) produziert wurde.
Das zweite, selbstbetitelte, Crowbar-Album wurde im Rahmen der britischen TV-Sendung MTVs Headbangers Ball beworben. Phil Anselmo übernahm bei einigen Stücken auf diesem Album die Backing Vocals. Die Video-Clips zu den Stücken All I Had (I Gave) und Existence is Punishment wurden interessiert von Musikjournalisten und Fans wahrgenommen, ebenso der Led-Zeppelin-Coversong No Quarter. Es folgte eine Tour mit Pantera, u. a. durch Europa, bei der die Bühnenpräsenz Crowbars, verkörpert durch den schwergewichtigen Bassisten Todd Strange („Sexy T.“), zur Geltung kam. Im Frühjahr 1994 fungierte die Band als Support für Paradise Lost. Mit Napalm Death reiste die Band später.
Das dritte Studioalbum Time Heals Nothing (1995) knüpfte musikalisch und kompositorisch an den Vorgänger an. Das Titelstück sowie das schnelle The Only Factor, aber auch das brachiale und verzweifelte Through a Wall of Tears zählen zu den direktesten und eingängigsten Stücken, die Crowbar bis dato veröffentlicht haben. Im gleichen Jahr nahmen Phil Anselmo von Pantera, Pepper Keenan (Corrosion of Conformity) und Jimmy Bower mit Kirk Windstein und Bassist Todd Strange das erste Down-Album auf.
Vor den Aufnahmen zu Broken Glass (1996), das von Simon Efemey produziert wurde, kam es zu einem erneuten Besetzungswechsel. Nunenmacher wurde durch den zurückkehrenden Jimmy Bower ersetzt. Matt Thomas verließ ebenfalls bald darauf die Band, sein Nachfolger wurde 1998 Acid-Bath-Gitarrist Sammy Pierre Duet. Das Album enthält einige vergleichsweise schnelle Passagen, die Songs wirken insgesamt etwas sperriger als bei Time Heals Nothing. Es wurde von der Fachpresse jedoch gelobt.
Odd Fellows Rest, 1998 erschienen, weist mit Planets Collide einen Auftakt mit auffälliger Riffstruktur auf sowie ein Titelstück mit experimentellem, fast meditativem Charakter. Erstmals wurde kein Musikvideo zur Platte veröffentlicht. Zudem verließ Jimmy Bower im selben Jahr die Band, um sich unter anderem erneut EyeHateGod zu widmen, für die er auch zwischenzeitlich immer wieder tätig gewesen war. So war die Position des Schlagzeugers zunächst vakant, wurde kurzzeitig mit Sid Montz, der auf Equilibrium zu hören ist, dem zurückkehrenden Craig Nunenmacher und schließlich 2001 mit Tony Costanza besetzt. Equilibrium enthält neben dem Gary-Wright-Cover Dream Weaver mit To Touch the Hand of God ein klavierdominiertes Stück.

### 2000er-Jahre
Durch den Ausstieg von Todd Strange 2000, der erst nach einiger Zeit durch Jeff Okoneski ersetzt werden konnte, verblieb Windstein als einziges Gründungsmitglied. Sonic Excess in its Purest Form wird als „Neubeginn“ apostrophiert, war aber mangels größeren Erfolgs die letzte Platte, bevor Kirk Windstein Crowbar zunächst ad acta legte, um sich dem zweiten Album des Nebenprojekts Down zuzuwenden. Songs wie The Lasting Dose und Thru The Ashes (I’ve Watched You Burn) weisen dabei Anleihen aus dem typischen Crowbar-Klang der vorangegangenen Alben auf.
Der Ausstieg von Todd Strange kostete die Band einigen optischen Wiedererkennungswert, jedoch blieb die Musik auch bei den neueren Studioalben zumeist den schwergewichtigen Riffs treu, wenn auch die Crowbar- und Time Heals Nothing-Ära die erfolgreichste der Band blieb. Ab 2003 schrieb Windstein mit Ex-Schlagzeuger Craig Nunenmacher neue Songs für Crowbar. Die Suche eines neuen Labels verzögerte die Veröffentlichung eines neuen Albums.
Seit 2005 bestand die Band aus Mitgliedern der NOLA-Bands Goatwhore (Patrick Bruders am Bass) und Soilent Green (Tommy Buckley am Schlagzeug) sowie dem Sohn des Bee-Gees-Gitarristen Barry Gibb, Steve Gibb. Auf der Veröffentlichung aus dem Jahre 2005 Lifesblood for the Downtrodden ist Pantera-Bassist Rex Brown am Bass und an den Keyboards zu hören und zeichnete gemeinsam mit dem Produzenten der Band Down, Warren Riker, für die Produktion verantwortlich.

### 2010er-Jahre
Nachdem 2009 das zwanzigste Bandjubiläum anstand, tourte die Band im Sommer 2010 u. a. mit Sepultura durch Europa. Am 8. Februar 2011 erscheint mit Sever the Wicked Hand ein neues Album. Statt Steve Gibb hat nun Matthew Brunson, der bei Windsteins Nebenprojekt Kingdom of Sorrow Bass spielt, die Gitarre übernommen.
Nachdem Bruders Crowbar Ende 2013 verließ, um sich einzig auf seine andere Band Down zu konzentrieren, kam 2014 mit Jeff Golden ein neuer Bassist zu Crowbar.
Am 5. Juni 2016 gaben Crowbar auf ihrer Facebook-Seite bekannt, dass man sich vom Bassisten Jeff Golden getrennt habe.
Einen Tag später wurde Todd „Sexy T“ Strange als neuer Bassist angekündigt. So wurde das aktuelle Line-Up durch ihn, als zurückkehrendes Gründungsmitglied der Band, erneut komplettiert. Strange verließ die Band aber bereits ein Jahr später erneut aus, nach eigener Aussage, familiären Gründen. Er wurde kurz darauf durch Shane Wesley ersetzt.

Crowbar Live @ Free & Easy Festival 2015
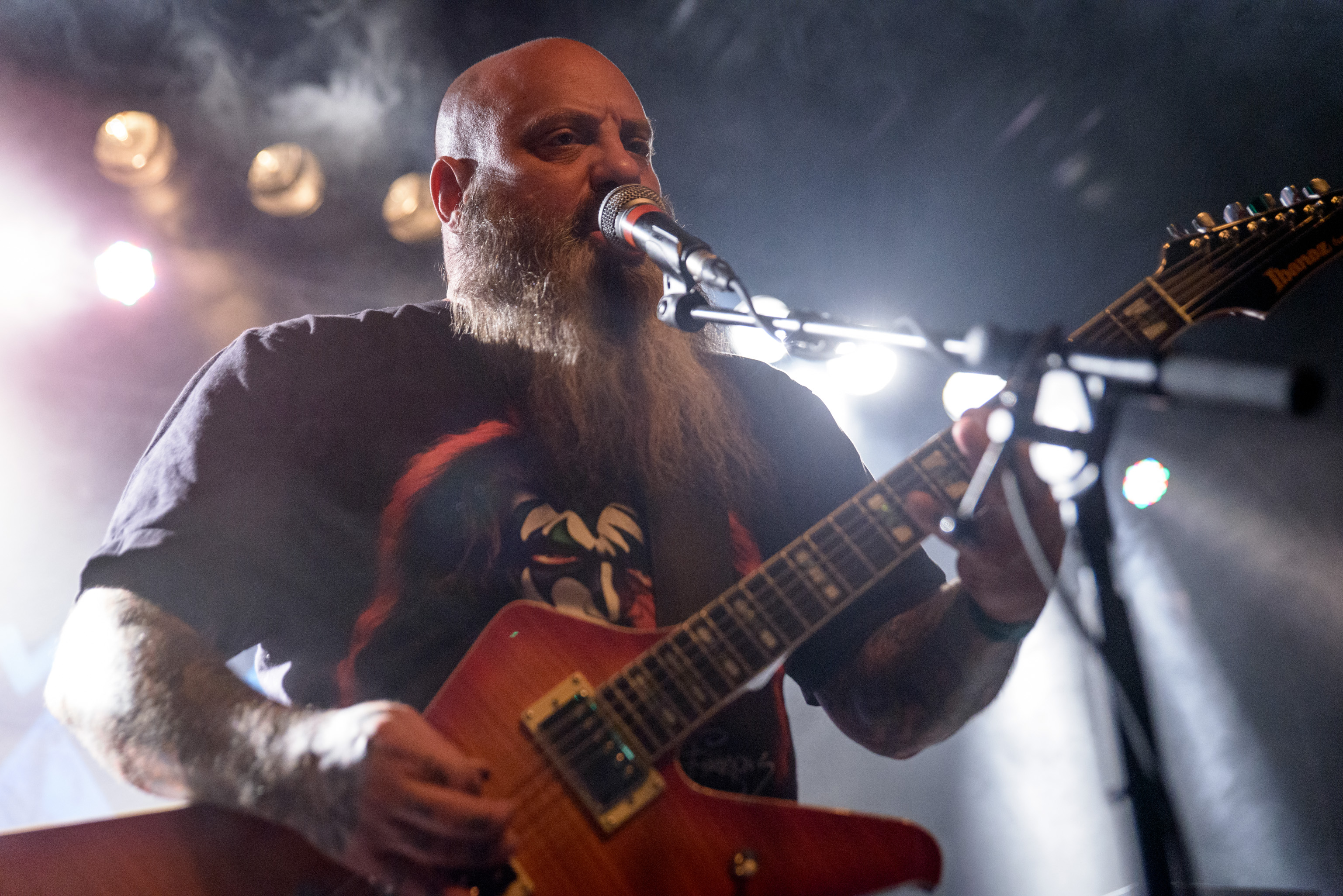
Kirk Windstein
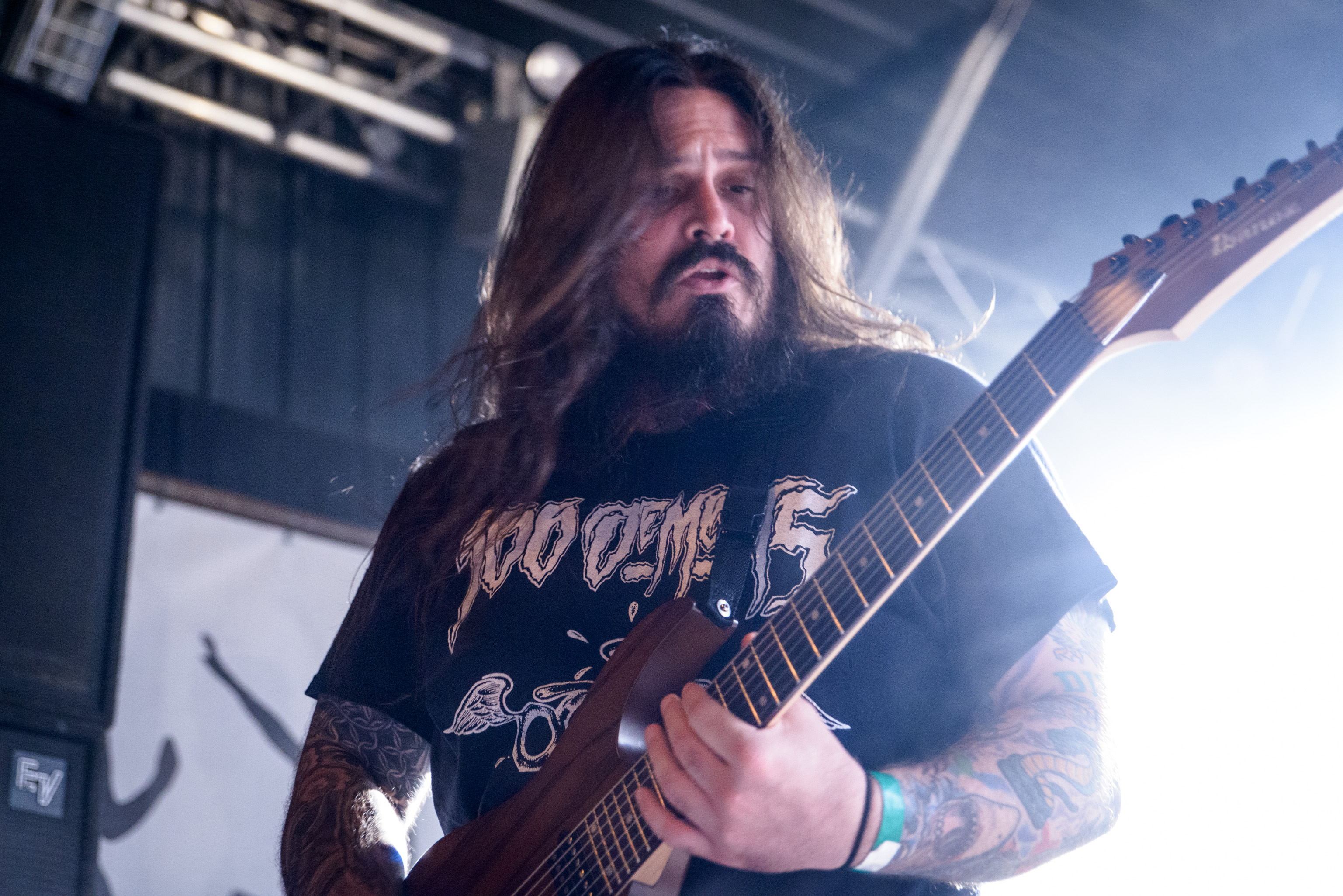
Matthew Brunson
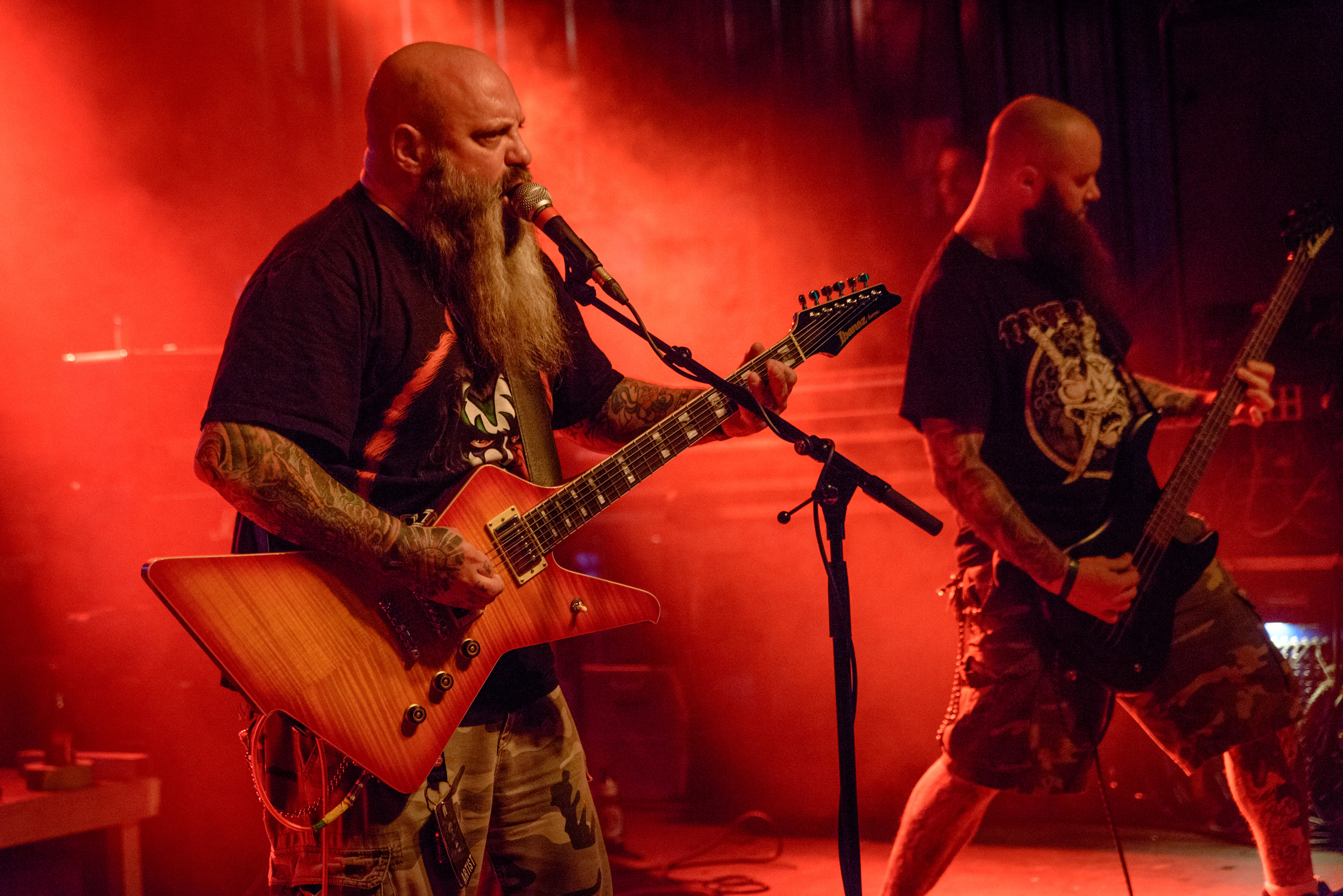

## Diskografie

### Alben
- 1992: Obedience thru Suffering (Grind Core)
- 1993: Crowbar (Pavement Music)
- 1994: Live +1 (EP) (Pavement)
- 1995: Time Heals Nothing (Pavement)
- 1996: Broken Glass (Pavement)
- 1998: Odd Fellows Rest (Pavement)
- 2000: Equilibrium (Spitfire Records)
- 2001: Sonic Excess in its Purest Form (Spitfire)
- 2005: Lifesblood for the Downtrodden (Candlelight Records)
- 2011: Sever the Wicked Hand (eOne)
- 2014: Symmetry in Black (Century Media, Universal Music)
- 2016: The Serpent Only Lies (eOne)
- 2022: Zero and Below

### Videoalben
- 2007 Live: With Full Force

### Musikvideos
- 1992 Subversion
- 1993 All I Had (I Gave)
- 1993 Existence Is Punishment
- 1995 The Only Factor
- 1996 Like Broken Glass
- 2000 I Feel the Burning Sun
- 2005 Dead Sun
- 2005 Lasting Dose
- 2005 Slave No More
- 2011 The Cemetery Angels
- 2014 Walk with Knowledge Wisely